# Laser Nd:YAG
Un laser Nd:YAG è un laser a stato solido che sfrutta come mezzo laser attivo un cristallo di granato di ittrio e alluminio (YAG) drogato al neodimio (Nd:Y3Al5O12). Il neodimio, vicariante con l'ittrio, lo sostituisce parzialmente come catione trivalente nella struttura reticolare dello YAG. Il tenore di neodimio della miscela è di circa l'1%. La dimostrazione del primo laser Nd:YAG fu realizzata, nel 1964, presso i Bell Laboratories (New Jersey, Stati Uniti).

## Tecnologia
I laser Nd:YAG vengono pompati otticamente con una lampada stroboscopica o con diodi laser. Sono uno dei tipi di laser più comuni e hanno una grande varietà di usi.
Questi laser emettono normalmente luce con lunghezza d'onda di 1064 nm, nell'infrarosso, ma presentano anche transizioni a 940, 1 120, 1 320 e 1 440 nm. I laser Nd:YAG possono funzionare sia in onda continua che ad impulsi; in quest'ultima modalità vengono generalmente usati in regime di Q-switching, cioè con un commutatore ottico inserito nella cavità risonante che rimane chiuso finché il cristallo non ha raggiunto la massima inversione di popolazione, momento in cui aprendosi permette al laser di scaricare un singolo impulso di potenza molto alta. In questo modo si possono raggiungere potenze ottiche in uscita di 20 MW e durate di impulso di meno di 10 ns.
Il Nd:YAG assorbe soprattutto nelle bande 730-760 nm e 790-820 nm. Perciò l'eccitazione migliore è fornita da lampade stroboscopiche al kripton, che emettono molta luce a queste frequenze, invece che dalle "normali" lampade allo xeno.
La quantità di neodimio drogante nel cristallo cambia a seconda dell'uso a cui è destinato: un laser in onda continua ha bisogno di un drogaggio molto più debole, mentre un laser progettato per funzionare ad impulsi necessita di molto più drogante per avere prestazioni accettabili. Le bacchette Nd:YAG per onda continua, debolmente drogate, sono riconoscibili visivamente per essere meno colorate, quasi bianche, mentre quelle ad alto drogaggio hanno un colore rosa-violetto.
Altri materiali per laser che vengono drogati con neodimio sono: YLF (fluoruro di ittrio e lantanio, 1 047 e 1 053 nm), YVO4 (ortovanadato di ittrio, 1064 nm) e vetro. Il particolare materiale ospite viene scelto in base alle caratteristiche meccaniche, ottiche e termiche desiderate: tutte queste varianti sono laser a stato solido. Speciali laser Nd:YAG prestabilizzati (PSL) sono stati estremamente utili per i fasci principali degli interferometri per onde gravitazionali LIGO, VIRGO, GEO600 e TAMA.

## Applicazioni

### Medicina

#### Oculistica

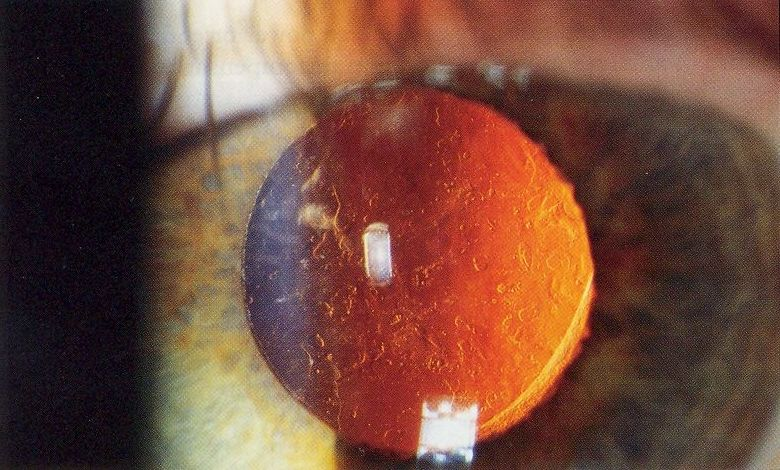
Immagine alla lampada a fessura di una opacizzazione posteriore, visibile alcuni mesi dopo l'impianto nell'occhio di una lente intraoculare osservata con la retroilluminazione

I laser Nd:YAG sono estensivamente utilizzati nella chirurgia oftalmica per rimuovere l'opacizzazione capsulare posteriore (intervento di capsulotomia per la cataratta secondaria): in sostanza si rende trasparente il percorso ottico rimuovendo la porzione opacizzata della capsula su cui poggia il cristallino artificiale con cui è stato sostituito quello naturale. Si usano anche per trattare pazienti colpiti da glaucoma con chiusura angolare o con angolo stretto e in taluni casi ad angolo aperto (se non rispondono più al trattamento farmacologico a base di colliri o in presenza di strutture iridee particolari): in entrambi i trattamenti si cerca di ridurre la pressione intraoculare. Il  laser agisce mediante un'azione "fotodisruptiva" in grado di produrre fori nell'iride, più raramente effettuando piccoli buchi nel trabecolato, una struttura dell'occhio attraverso cui defluisce l'humor acqueo. Versioni di laser Nd:YAG a frequenza doppia (532 nm) sono usati, inoltre, al posto dei laser argon per la fotocoagulazione pan-retinica in pazienti con retinopatia diabetica. Dagli inizi degli anni 2000, inoltre, il laser Nd:YAG raddoppiato in frequenza viene impiegato con successo nella "fotoattivazione " del trabecolato per il trattamento del glaucoma ad angolo aperto (Selective Laser Trabeculoplasty - SLT) che ha mostrato una particolare efficacia e ripetibilità quando impiegato come "prima linea" nel trattamento del glaucoma primario ad angolo aperto (Studio LIGHT, 2019)

#### Odontoiatria
I dentisti usano questi laser per chirurgia dei tessuti molli della cavità orale: gengivectomia, drenaggio del solco periodontale, frenulectomia, biopsie e coagulazione di siti donatori di innesti.

#### Fisioterapia
Questo laser viene utilizzato in riabilitazione per il suo effetto antalgico, antinfiammatorio (tendiniti acute e tendinopatie croniche ,infiammazione capsulare e legamentosa ad origine degenerativa, artrite acuta infiammatoria in fase di pousses, algie e flogosi nelle artropatie cronico degenerative artrosiche e reumatiche, borsiti, fasciti plantari), antiedemigeno (riduzione dell'edema localizzato)  e di bio-stimolazione (rigenerazione ossea, rigenerazione tissutale, piaghe da decubito, ulcere vascolari e diabetiche, ferite, punti perilesionali..)

#### Endoscopia Toracica
Trattamento endoscopico delle stenosi tracheali e bronchiali benigne e maligne, con o senza il posizionamento di stent.

#### Endoscopia Esofagea
La fotocoagulazione laser è un trattamento endoscopico palliativo per il carcinoma esofageo avanzato, che consente di risolvere la disfagia nel 70% circa dei pazienti.

### Usi industriali
Si usa in lavorazioni industriali come strumento per incidere e marcare tutta una serie di metalli e plastiche, nonché per tagliare e saldare lamiere d'acciaio e altre leghe. Per questi usi, nel campo automobilistico, le potenze impiegate vanno da 1 a 5 kW; per la trapanatura di superleghe (parti di turbine a gas) si impiegano tipicamente in modo impulsato, senza commutazione Q, con impulsi da un millisecondo. Laser Nd:YAG sono anche gli utensili usati per marcatura subsuperficiale di materiali trasparenti come vetro o acrilico.

### Fluidodinamica
I laser Nd:YAG si usano anche per tecniche di visualizzazione del flusso fluido dinamico (per esempio in fluorescenza indotta e velocimetria a immagini di particelle).

## Interferometria
Gli interferometri di qualità, tra cui i noti interferometri per onde gravitazionali LIGO e VIRGO, danno assoluta priorità al rumore minimo ed il Laser Nd:YAG insieme a quello all'Itterbio nel giallo (usato pure come orologio atomico) mantengono questa promessa

## Altre frequenze
Per molte applicazioni la luce infrarossa viene raddoppiata o triplicata in frequenza usando materiali ottici nonlineari come il triborato di litio per ottenere luce visibile (532 nm, verde) o ultravioletta. Un puntatore laser verde sfrutta normalmente un laser DPSS Nd:YVO4 raddoppiato in frequenza. Si può anche indurre il Nd:YAG a emettere un fascio laser a frequenze diverse da quella principale: la linea a 946 nm è generalmente impiegata nei laser DPSS "puntatori blu", dove è raddoppiata in frequenza a 473 nm.